# 鐵角嶺戰鬥
鐵角嶺戰鬥發生於1927年11月1日起半年，交戰地點則是在中國雁門關東北一帶，是國民革命軍北伐戰爭的戰鬥之一。鐵角嶺戰鬥的交戰雙方，一方為國民革命軍，另一方為北洋政府所轄軍隊。
結果是累戰無數。以1927年12月7日為最烈，雙方展開肉博，翌年2月7日，北洋政府所轄部隊作假投降，接近國民革命軍陣地並遭擊退失敗，對峙中，雙方損失均慘重|

## 參看
- 中華民國北洋政府時期內戰戰鬥列表